# Culex pleuristriatus
Culex pleuristriatus är en tvåvingeart som beskrevs av Theobald 1903. Culex pleuristriatus ingår i släktet Culex och familjen stickmyggor. Inga underarter finns listade i Catalogue of Life.